# جيمس هير
جيمس هير هو سياسي أمريكي، ولد في 17 مايو 1906، وتوفي في 20 مايو 1969 في سلما في الولايات المتحدة. نشط حزبياً في الحزب الديمقراطي. وقد انتخب عضو مجلس نواب ألاباما ‏.